# 扎斯塔瓦M77B1戰鬥步槍
扎斯塔瓦M77B1（英語：Zastava M77 B1）是一款在1977年由當時的南斯拉夫武器生產商扎斯塔瓦武器公司所研製和生產的戰鬥步槍；既是蘇聯AKM突擊步槍的本土修改生產型：M70的進一步衍生型，亦是其發射西式7.62×51毫米北約口徑制式步枪子彈的M77的戰鬥步槍型版本。

## 概述
為了讓扎斯塔瓦M77B1裝填並發射7.62×51毫米北約口徑步槍子彈，它裝有獲放大了的機匣，並在槍口裝有消焰器。它是一枝氣動式傳動活塞、氣冷式槍管、彈匣供彈、擊發調變，並且裝有固定式木質槍托的槍械。
這枝步槍也具有其獨特的設計特徵，其中包括可調節的導氣系統，具有三段設置，非常可靠，使其非常適合裝上消聲器或發射槍榴彈。
作為M77的戰鬥步槍版本，它在外表上取消了槍管扣有的兩腳架、機匣前部的折疊式提把和部分身管以上的散熱片，但具有與同廠的M70相同的三個護木散熱孔和槍口具有消焰器。根據客戶的要求，還可在步槍以上安裝皮卡汀尼導軌，以便安裝光學電子設備。 
M77B1亦被塞浦路斯国民警卫队所採用。
M77B1的衍生型——M77AB1裝上了AKMS相同的折疊式槍托。

## 半自動民用型
在2014年和2015年之間，該步槍的半自動民用型，M77ps由世紀武器國際公司進口到美國，可發射7.62×51毫米北約與.308溫徹斯特兩種口徑的步枪子彈。它裝有聚合物拇指孔式槍托和10發可拆式彈匣。它採用了重型厚達1.5毫米RPK式機匣，裝有凸出的前耳軸和光学瞄准镜導軌。槍管為中等厚度剖面，內膛並無镀铬。槍栓和槍栓機框表面經過拋光處理。它裝有槍口螺母，螺紋為M14—1.0左旋式。它被多家經銷商以大約＄550的價格出售，而目前它的稀有性更使這款步槍的價值大幅上漲。只要將聚合物製部件改回木材製型、重新裝上手槍握把和20發可拆式彈匣，該步槍便可以變回其原來的軍用表面配置。可機匣後部裝有專屬的傾斜式切口，這使得必須對木製槍托進行相應改造或使用適當的轉接板才可裝上。

## 配件
- 刀子與刀鞘
- 空包彈助退器（英语：Blank-firing adaptor）
- 清潔套裝
- 油壺
- 清潔棒
- 槍背帶（英语：Sling (firearms)）
- 4個備用的20發彈匣

## 使用國
- 賽普勒斯：塞浦路斯国民警卫队。
- ：馬里武裝部隊。[7]

### 前使用國
- 南斯拉夫